# Јован Лествичник
Јован Лествичник био је хришћански монах, писац и светитељ.

## Биографија
Дошао је од некуд на Синајску Гору као шеснаестогодишњи дечко и ту остао, најпре као послушник, по том као отшелник и најзад као Синајски игуман до своје 83 године, када је и скончао, око 608 год. Његов животописац, монах Данил, каже за њега: „узнесе се телом на Гору Синајску а духом на Гору Небесну“. Код свога духовног оца, Мартирија, проведе у послушању 19 година. Анастасије Синајски, видевши једном младога Јована прорече о њему, да ће бити игуман Синајски. По смрти свога духовника Јован се повуче у једну пештеру где у тешким подвизима проживе 20 година. Његов ученик Мојсеј заспа једног дана у хладу једног великог камена. Јован на молитви у својој ћелији виде да је његов ученик у опасности, и поче се за њ Богу молити. Када доцније дође Мојсеј, паде на колена и заблагодари своме духовном оцу, што га спасе од сигурне смрти. И исприча како у сну чу где га Јован виче, па скочи, и у том часу онај камен паде. Да није скочио, камен би га убио. На наваљивање братије Јован се прими за игумана, и управљаше спасењем душа људских са ревношћу и љубављу. Чу једном прекор од неких, као да је он многоглагољив. Не расрдивши се нимало Јован заћута и целу годину не проговори ни речи, док га браћа не умолише да проговори и настави учити их својом богоданом мудрошћу. Једном дође 600 поклоника у манастир Синајски. При трпези сви видеше једног окретног младића у јеврејском оделу, који служаше и другим слугама заповедаше и распоређиваше. Наједанпут тога младића неста. И кад се сви обзираху и распитаваху, рече Јован: не тражите га, то пророк Мојсеј послужи на своме месту.
Написао је неколико књига, од којих је најпознатија "Лествица", у којој се описује метод узношења душе к Богу као уз неку лествицу. Пред смрт одреди Јован за игумана брата свог по телу, Георгија. Но овај туговаше много због растанка са Јованом. Тада му Јован рече да ако се он удостоји близине Божје у оном свету, молиће, да и он, Георгије, те исте године буде узет на небо. Тако се и зби. После 10 месеци и Георгије усну, и усели се међу грађане небеске као и велики му брат Јован.